# Сергей, Иван (актёр)
Ива́н Серге́й Га́удио (англ. Ivan Sergei Gaudio, род. 7 мая 1971, Хоторн, Нью-Джерси) — американский актёр. Наиболее известен ролью Генри Митчелла, любовного интереса  главной героини Пейдж в сериале «Зачарованные». Также активно снимался на телевидении в гостевых ролях и ролях второго плана.

## Биография
Иван Сергей родился в Хоторне, штат Нью-Джерси. Родители Ивана имеют нидерландское и итальянское происхождение. Он окончил Хоторнскую школу в 1989 году, играл в команде по футболу.

## Карьера
Иван стал известен, снявшись в 1996 году в фильме Джона Ву «Вор в законе», в 1997 приступил к съёмкам в одноимённом сериале. Кэрол Хорст в рецензии Variety назвала его по-настоящему обаятельным. По ее мнению, Сергею удалась комедийная составляющая, важная для фильма.
Следующей крупной работой актёра стала главная роль в сериале «Джек и Джилл», который выходил на канале WB с 1999 по 2001 год. В сериале  он играл вместе с Амандой Пит и Джастином Кирком

### Телевидение
Снялся в главной роли в культовом телевизионном фильме «В объятиях смерти» 1996 года, а также сыграл роль профессора в его римейке 2016 года. Премьера оригинального фильма состоялась на NBC, но затем фильм стал регулярно демонстрироваться на канале Lifetime. Оригинальный фильм известен плохой актерской игрой и неправдоподобными сюжетными линиями, но получил статус культового.
C 2003 по 2004 снимался в сериале «Джордан расследует», с 2005 по 2006 год актёр играл в сериале «Зачарованные» роль Хенри Митчелла, молодого человека, затем мужа Пейдж Мэтьюс.
В 2013 году снялся в сериале «Следствие по телу», сыграв роль любовного интереса героини Джери Райан.
В 2019 году получил роль мужа Тори Спеллинг в ребуте сериала «Беверли Хиллз 90210» «БХ90210».

### Кино
Сергей сыграл главную роль в фильме «По признакам совместимости» с Дженнифер Лав Хьюитт, Джейми-Линн Сиглер и Ритой Уилсон. В рецензии издания Hollywood Reporter было отмечено, что Сергею не хватает харизмы для того, чтобы сделать его персонажа, занимающегося обманом, хоть немного приятным. Indiewire также назвало его «совершенно неприятным».

## Фильмография
| Фильмы      | Фильмы                                  | Фильмы                                      | Фильмы                    |
| Год         | На русском языке                        | На языке оригинала                          | Роль                      |
| ----------- | --------------------------------------- | ------------------------------------------- | ------------------------- |
| 1990        | Школа упырей                            | Ghoul School                                | O’Rawe                    |
| 1995        | Луна под прицелом                       | Gunfighter’s Moon                           | Spud Walker               |
| 1995        | Опасные мысли                           | Dangerous Minds                             | Huero                     |
| 1998        | —                                       | Airtime                                     |                           |
| 1998        | Противоположность секса                 | The Opposite of Sex                         | Matt Mateo                |
| 2000        | 100 проблем и девушка                   | Playing Mona Lisa                           | Eddie / Carl / Ben        |
| 2001        | Большой день                            | The Big Day                                 | John                      |
| 2003        | Хуже не бывает                          | Scorched                                    | Mark                      |
| 2006        | Развод по-американски                   | The Break-Up                                | Carson Wigham             |
| 2010        | —                                       | Egg Scape                                   | Ryan                      |
| 2012        | По признакам совместимости              | Jewtopia                                    | Chris                     |
| 2013        | Скрывающиеся                            | Hidden away                                 | Andrew                    |
| Телевидение |                                         |                                             |                           |
| Год         | На русском языке                        | На языке оригинала                          | Роль                      |
| 1994        | Прикосновение ангела                    | Touched by an Angel                         | Peter Enloe               |
| 1994        | —                                       | Bionic Ever After?                          | Astaad Rashid             |
| 1995        | Сибилл                                  | Cybill                                      | Kelly                     |
| 1995        | —                                       | If Someone Had Known                        | Jimmy Pettit              |
| 1996        | Нас пятеро                              | Party of Five                               | Sean                      |
| 1996        | —                                       | Star Command                                | Ens. Phillip Jackson      |
| 1996        | Клан                                    | Kindred: The Embraced                       | Zane                      |
| 1996        | —                                       | The Rockford Files: Friends and Foul Play   |                           |
| 1996        | Вор в законе                            | Once a Thief                                | Mac Ramsey                |
| 1996        | В объятиях смерти                       | Mother, May I Sleep with Danger?            | Billy Jones (Kevin Shane) |
| 1996—1998   | Однажды украв                           | Once a Thief                                | Mac Ramsey                |
| 1999—2001   | Джек и Джилл                            | Jack & Jill                                 | David 'Jill' Jillefsky    |
| 2002        | —                                       | Wednesday 9:30 (8:30 Central)               | David Weiss               |
| 2003—2004   | Джордан расследует                      | Crossing Jordan                             | Dr. Peter Winslow         |
| 2004        | Гавайи                                  | Hawaii                                      | Danny Edwards             |
| 2004        | 10.5 баллов                             | 10.5                                        | Dr. Zack Nolan            |
| 2005—2006   | Зачарованные                            | Charmed                                     | Henry Mitchell            |
| 2005        | Гонка                                   | Drive                                       | Alex Tully                |
| 2006        | Малыш Санта                             | Santa Baby                                  | Luke Jessup               |
| 2008        | C.S.I.: Место преступления Майами       | CSI: Miami                                  | Greg Donner               |
| 2008        | Полюбить и умереть                      | To Love and Die                             | Blue                      |
| 2008—2009   | Джек Хантер: В поисках сокровищ Угарита | Jack Hunter and the Lost Treasure of Ugarit | Jack Hunter               |
| 2008—2009   | Армейские жёны                          | Army Wives                                  | Collin Richards           |
| 2009        | Жаркий полдень                          | High Noon                                   | Duncan Swift              |
| 2009        | Хранилище 13                            | Warehouse 13                                | Ross                      |
| 2010        | —                                       | A Trace of Danger                           | Dave                      |
| 2010        | Гравитация                              | Gravity                                     | Robert                    |
| 2012        | Менталист                               | The Mentalist                               | agent Gabe Mancini        |
| 2012        | Следствие по телу                       |                                             |                           |
| 2013        | Body of Proof                           | Sergei (3 сезон, 6 серия)                   |                           |
| 2014        | Как заниматься любовью по-английски     | How to Make Love Like an Englishman         |                           |
| 2019        | 90210                                   | 90210                                       | Нейт                      |